# Empire wassoulou
1878–1898
Entités précédentes :
- Empire toucouleur
- Empire Baté

Entités suivantes :
- Afrique-Occidentale française

L'Empire wassoulou (ou empire mandingue[réf. nécessaire]) est un empire éphémère (1878-1898) de l'Afrique de l'Ouest né des conquêtes de Samory Touré et combattu par l'armée coloniale française.

## Fondation et expansion
En 1864, le chef toucouleur Oumar Tall meurt près de Bandiagara (actuel Mali). L'empire toucouleur, alors dominant, commence à se déliter sous l'effet des désirs indépendantistes de nombreux chefs locaux. Parmi ces chefs, celui qui a le mieux réussi à s'imposer fut Samory Touré, sur un territoire actuellement situé dans l'est de la Guinée, sud-ouest du Mali et nord de la Côte d'Ivoire.
Les campagnes expansionnistes de Samory visent en premier lieu ses voisins, Sadjo Bremayacou et avec les Bérété et Cissé, puis la région des Wassoulous (actuellement située à la frontière entre la Guinée, le Mali, la Gambie et le Sénégal). En 1876, il prend possession des mines d'or de Bouré et, en 1878, son emprise sur les régions conquises est suffisamment forte pour qu'il puisse se déclarer faama (chef militaire) d'un nouvel empire wassoulou, avec pour capitale Bissandougou. Il crée une armée de métier et définit son empire comme « un État guerrier et marchand ». Ces marchandises sont bien souvent des esclaves des tribus conquises.
Il conquiert également Kankan, un centre commercial clef des Dioulas et centre de l'empire Baté, et plusieurs régions qui se situent aujourd'hui en Sierra Leone, en Guinée et dans le nord de la Côte d'Ivoire (dont le royaume malinké de Kabadougou).

## Résistance à la colonisation française
À partir de 1880, Samory doit affronter l'armée coloniale française, qu'il combat à plusieurs reprises. Il faudra plus d’une dizaine d’années pour neutraliser celui-ci, qui oppose une résistance acharnée aux forces françaises et remporte une victoire notable lors de la bataille de Woyo-Wayankô, le 2 avril 1882.
L’armée de Samory Touré est remarquable car au cours de la deuxième moitié du XIXe siècle, elle passe d'un modèle féodal à un modèle moderne s'inspirant des standards européens sous l'impulsion de son chef.
Cependant, Samory doit se résoudre à céder progressivement son territoire aux Français, entre 1886 et 1889. La défaite de l'armée de Babemba Traoré, lui aussi résistant contre l'armée coloniale, lors de la chute de Sikasso, permet aux Français de concentrer leurs forces contre celles de Samory. 

## Repli à Dabakala et fin de l'Empire
Pourchassé par les Français, Samory descend vers la côte, marquant de son empreinte les différentes localités qu’il traverse. Il arrive dans la zone du Baoulé-Nord après avoir établi son siège à Dabakala en 1893. Les Sofas n'ayant pas réussi à s'emparer de la zone, Samory conclut un accord de non-agression avec les baoulés à Kotia Kofikro (village situé dans l'actuel Bouaké), et transforme le marché agropastoral du village en un important marché d'esclaves à partir de 1894. Jusqu'en 1898, tous les captifs des guerres samoriennes (pouvant aller jusqu'à plusieurs centaines par jour) étaient conduits à ce marché pour y être vendus, principalement aux chefs baoulés et gouro.
Le 29 septembre 1898, Samory est capturé par le commandant Gouraud et exilé au Gabon. Cette date marque la fin de l'empire wassoulou.

## Sources et références
- (en) Cet article est partiellement ou en totalité issu de l’article de Wikipédia en anglais intitulé « Wassoulou Empire » (voir la liste des auteurs).

1. ↑  Paul E. Lovejoy, « Les empires djihadistes de l’Ouest africain aux XVIIIe – XIXe siècles », Cahiers d’histoire. Revue d’histoire critique, no 128,‎ 2015 (lire en ligne, consulté le 25 avril 2019).
2. 1 2 3 4  Khalil Ibrahima Fofana, L'Almami Samori Touré. Empereur : Récit historique, Paris, Dakar, Présence Africaine, 1998, 133 p. (ISBN 2-7087-0678-0, BNF 37166892, lire en ligne).
3. ↑  Le Monde, « En Afrique, ce sont les colonisateurs qui ont mis fin à la traite négrière », lemonde.fr,‎ 27 septembre 2010 (lire en ligne).
4. ↑  « Quand les empires se faisaient et se défaisaient en Afrique de l’Ouest : Le cas Samory Touré. », sur La Revue d'Histoire Militaire, 20 décembre 2018 (consulté le 25 janvier 2021)
5. 1 2  Cyril B, « Quand les empires se faisaient et se défaisaient en Afrique de l'Ouest : le cas Samory Touré », sur La Revue d'Histoire Militaire, 20 décembre 2018 (consulté le 7 mai 2023)
6. 1 2 3  Gbodje 2010.